# Marius Luchian
Marius Luchian (ur. 3 lipca 1988) – rumuński wioślarz.

## Osiągnięcia
- Mistrzostwa Świata Juniorów – Banyoles 2004 – czwórka ze sternikiem – 7. miejsce[1].
- Mistrzostwa Świata Juniorów – Brandenburg 2005 – ósemka – 3. miejsce[1].
- Mistrzostwa Świata Juniorów – Brandenburg 2005 – czwórka bez sternika – 1. miejsce[1].
- Mistrzostwa Świata Juniorów – Amsterdam 2006 – dwójka bez sternika – 3. miejsce[1].
- Mistrzostwa Świata – Monachium 2007 – czwórka podwójna – 19. miejsce[1].
- Mistrzostwa Europy – Poznań 2007 – ósemka – 6. miejsce[1].
- Mistrzostwa Europy – Ateny 2008 – dwójka podwójna – 13. miejsce[1].
- Mistrzostwa Świata U-23 – Račice 2009 – czwórka bez sternika – 5. miejsce[1].
- Mistrzostwa Europy – Brześć 2009 – czwórka bez sternika – 5. miejsce[1].
- Mistrzostwa Europy – Montemor-o-Velho 2010 – dwójka bez sternika – 11. miejsce[1].